# Jaime Sirisi
Jaime Sirisi Escoda (Pratdip, 11 de agosto de 1921 – Barcelona, 6 de abril de 1999) fue sacerdote, organista, compositor y maestro de capilla español.

## Vida
Sirisi nació en Pratdip, en la provincia de Tarragona, donde realizó sus primeras lecciones de solfeo, además de estudiar piano con su tío, Jaime Sirisi, arcipreste de Vinaroz. Posteriormente estudiaría en el seminario de Tortosa, donde ampliaría sus conocimientos de música con María Cinta Esbrí y posteriormente estudiaría armonía, composición, contrapunto y fuga con los canónigos Francisco Tapies, maestro de capilla de Tarragona, y Vicente García Julbe, maestro de capilla de Tortosa. Allí fue ordenado sacerdote el 24 de junio de 1945 en la catedral tortosina. Amplió sus conocimientos de canto gregoriano en el Real Monasterio de Montserrat en la provincia de Barcelona, además de acudir a los cursos de canto gregoriano de la Escuela Superior de Música Sagrada de Madrid. En Madrid comenzó sus estudios de órgano con el padre Gregorio Estrada, conocimientos que amplió con Robert de la Riba. Su hermano Jesús Sirisi y Escoda (Pratdip, 9 de enero de 1931-Berga, 4 de junio de 2007) fue hermano lasaliano.
Su primer trabajo fue de profesor de música y director de la Schola Cantorum del seminario de Tortosa, cuando aún era estudiante de Teología. La Schola Cantorum era la que actuaba en las fiestas de guardar de la Catedral, sobre todo en Semana Santa. Es decir, durante ese tiempo realizó la función de maestro de capilla hasta la llegada de Vicente García Julbe, cuando pasó a ejercer de organista durante trece años, aunque sin cargo oficial. Durante este tiempo también enseñó historia sagrada, geografía, historia de España y aritmética. En Tortosa también dirigió el coro de unas setenta voces del noviciado de las religiosas de la Compañía de Santa Teresa de Jesús, para el que compuso numerosas obras, entre las que destacan un Magnificat, un Tota pulchra y un Assumpta es Maria.
En 1958 el arzobispo de Zaragoza, Casimiro Morcillo, ofreció sin oposiciones a Sirisi el magisterio de la Catedral de Zaragoza. Había sido informado de la calidad de Sirisi como músico por vicario general, Vicente Tena. El maestro aceptó y se trasladó a Zaragoza, donde tuvo una intensa actividad musical. El 3 de julio de 1961 consiguió el título de maestro de piano en el Conservatorio de Zaragoza. El año siguiente fundó la Escuela de Canto Gregoriano San Pío X, que solo duró dos cursos.
En enero de 1964 opositó al magisterio de la Catedral de Barcelona, saliendo ganador. En los años sesenta y setenta llevó el santuario de San José de la Montaña, compaginándolo con la dirección de la capellanía de la catedral barcelonesa. Fue nombrado canónigo honorario de la Catedral. Permaneció en el cargo hasta su jubilación el 3 de noviembre de 1991.
Posteriormente vivió jubilado en Pratdip y falleció en un hospital barcelonés el 6 de abril de 1999.

## Obra
Fue compositor de música diversa y es notable su poema La Suda de Tortosa. Gran defensor del canto gregoriano, publicó, por cuenta propia, varios volúmenes de la liturgia de las horas en estilo gregoriano.

### Obra religiosa
- A quién iremos, Señor, motete;
- Comamos todos = Hem menjat, motete;
- Como en la luz = Com un captard, motete;
- Con tu cuerpo, motete;
- Goigs a lloança del santíssim crist Redemptor, que es venera a la seva parròquia de Barcelona, letra de Esteve Busquets i Molas;
- Hora de amor;
- Mis ojos puse en ti, Señor, motete;
- Misa Bone Pastor, para dos voces iguales y órgano;
- Missa en honor de santa Eulàlia: poble, quatre veus mixtes i orgue;
- No ploris, no, para cuatro voces mixtas, con letra de Jacinto Verdaguer;
- Sácianos, Señor, motete;
- Salve Regina;
- Señor, danos el agua viva, motete;
- La Suda de Tortosa, poema para banda;
- Veritas mea, motete.

### Sardanas
- Agraïment (1997);
- Dòvia (1997);
- Eritrea (1996);
- La font de Romiga (1998);
- Mont-Redó (1995);
- Recordant Montserrat (1963), con letra de Lluís Carreras i Sans;
- La Rosa (1989);
- Santa Maria (1963);
- Santa Marina de Pratdip (1989).

### Obra impresa
- Antífonas: Benedictus, Magnificat Barcelona: Jaume Sirisi, 1983
- Colección de Sanctus y Agnus Dei Barcelona: Jaume Sirisi, 1969
- Laudes i vespres, any B Barcelona: Jaume Sirisi, 1984
- Laudes i vespres, oficio litúrgico de las Horas: Fiestas de la Virgen y del Señor Barcelona: Jaume Sirisi, 1983. ISBN 9788430093205
- Laudes i vespres, tèrcia: Comú de la Mare de Déu Barcelona: Jaume Sirisi, 1983. ISBN 9788430093212
- Laudes y vísperas Barcelona: Jaume Sirisi, 1983. ISBN 9788430093144
- Oficio litúrgico de las Horas, ciclo A Barcelona: Jaume Sirisi, 1983. ISBN 9788430093151
- Oficio litúrgico de las Horas, ciclo B Barcelona: Jaume Sirisi, 1983. ISBN 9788430093168
- Oficio litúrgico de las Horas, ciclo C Barcelona: Jaume Sirisi, 1983. ISBN 9788430093175
- Oficio litúrgico de las Horas. Adviento, Navidad Barcelona: Jaume Sirisi, 1983. ISBN 9788430093182
- Oficio litúrgico de las Horas. Cuaresma, Pascua Barcelona: Jaume Sirisi, 1983. ISBN 9788430093199
- 3 Quadern de Nadales Barcelona: E.Climent, 1969
- Vespres davant el Santíssim Sagrament: setmana d'oració per la unitat dels cristians, preparació de la festa del Corpus Barcelona: E.Climent, 1974 (edicions catalana i castellana)
- Vida de santa Marina Pratdip: Ajuntament de Pratdip, 1997